# Sumberdadi (Bakung)
Sumberdadi is een bestuurslaag in het regentschap Blitar van de provincie Oost-Java, Indonesië. Sumberdadi telt 1146 inwoners (volkstelling 2010).